# I Want You (canção de Thalía)
"I Want You" é o primeiro single do oitavo álbum de estúdio autointitulado (2003) de Thalía. A faixa apresenta o rapper americano Fat Joe e é notável por sua amostra da música "A Little Bit of Love" de Brenda Russell. A música atingiu o número vinte e dois nas paradas dos EUA. Ambas as canções foram escritas por Cory Rooney, Davy Deluge, Bruno Gregory, Fat Joe, Thalia, e Brenda Russell, e produzidas por Fat Joe, Thalía, e Brenda Russell.

## Vídeo musical
O vídeo musical para "I Want You" foi dirigido por Dave Meyers e filmado no Bronx, Nova Iorque. O vídeo foi ao ar em maio de 2003. Thalía ganhou um prêmio de "Vídeo do ano" no Premios Lo Nuestro no seguinte ano na América Latina.
No vídeo, Thalía seduz alguns pedreiros e canta enquanto alguns homens estão jogando basquete. Fat Joe também aparece no videoclipe.

## Edições e faixas
CD single
1. "I Want You" [Radio Edit] – 3:34
2. "It's My Party" [English Version of "Arrasando"] – 3:57
3. "I Want You" [Pablo Flores Club Mix] – 8:21

Mexican 2-track promotional only CD
1. "Me Pones Sexy"
2. "I Want You" [Pop Edit] – 3:46

U.S. 4-track promo-only remix 12"
1. "I Want You" [Radio Edit] – 3:34
2. "I Want You" [Album Instrumental] – 3:34
3. "I Want You" [Pablo Flores Import House Mix] – 8:36
4. "I Want You" [Pablo Flores Club Mix] – 8:21

## Desempenho nas tabelas musicais
| Chart (2003)                                       | Maior Posição |
| -------------------------------------------------- | ------------- |
| O campo songid é OBRIGATÓRIO PARA PARADA ALEMÃ     | 86            |
| Austrália (ARIA)                                   | 25            |
| Brasil (Brasil Hot 100 Airplay)[carece de fontes?] | 01            |
| Canadá (Hot Canadian Digital Songs)                | 29            |
| Países Baixos (Single Top 100)                     | 30            |
| Estados Unidos (Billboard Hot 100)                 | 22            |
| Estados Unidos (Billboard Dance Club Songs)        | 27            |
| Estados Unidos (Billboard R&B/Hip-Hop Songs)       | 61            |
| Estados Unidos (Billboard Mainstream Top 40)       | 7             |
| Estados Unidos (Billboard Rhythmic)                | 13            |
| Grécia (Greek IFPI Singles Chart)                  | 25            |
| Nova Zelândia (Recorded Music NZ)                  | 38            |
| Roménia (Romanian Top 100)                         | 38            |
| Suíça (Schweizer Hitparade)                        | 64            |

| Chart (2003)                                 | Maior Posição |
| -------------------------------------------- | ------------- |
| Chile (Top 100)                              | 14            |
| Estados Unidos (Billboard Hot Latin Songs)   | 9             |
| Estados Unidos (Billboard Latin Pop Airplay) | 9             |